# 不问，不说
不问，不说（英語：Don't ask, don't tell）是美軍1994年2月28日至2011年9月20日間对待军队内同性恋者的政策，由時任美國總統的比尔·克林顿提出。不问，是指美国政府虽不支持同性恋者参军，但军队中的长官不得询问军队成员的性倾向，也不得在没有掌握足够证据的情况下对军队成员的性取向进行调查。不说，即为只要同性恋者不公开自己的性取向，长官就不会试图揭露、驱逐同性恋者。但在此期间，仍有军队长官对疑为同性恋者进行未经授权的调查，引起部分服役人员的不满，他们将该政策扩张为“不问，不说，不要从事，不要骚扰”（Don't ask, Don't tell, Don't pursue, Don't harass）。其中最核心的是，有不少同性恋軍人因公開性傾向而被除役。
此项政策禁止军事人员歧视或骚扰军队内部非公开的同性恋或双性恋者，而将公开的同性恋和双性恋者排除在外，原因则是当时官方认为他们的存在对美国军队的士气、秩序和纪律造成巨大的威胁。该政策于2011年9月20日废除，此后，美国的同性恋者正式可以公开服役。

## 起源
“不问不说”政策是基于美国国会1993年通过的禁止公开性倾向的同性恋者在军中服役的法律，当年的这一法律是前克林顿政府与国会妥协的结果，时任总统的比爾·克林顿上任後即支持並推動允许同性恋者在军中服役，但当时的许多国会议员（包括保守派民主黨議員）和高階军官对此持反对立场，認為會影響軍隊士氣。最终折中方案通过的所谓“不问不说”的法律禁止军方询问军人的性傾向，但也禁止军人公开自己是同性恋者。之後美国共有1400多名军人因违反或藐视这项政策而被开除。
反对派的典型代表，海军发言人克雷格·奎格利曾表示：“同性恋者可谓是惡名昭彰，性生活混乱，他们的存在，会让异性恋者感到极为不便。”
1993年，在一次针对此项政策的辩论中，美国国防研究所提供了一份由国防部部长办公室出台的关于“性取向与军队同性恋政策”的研究，名为“选择与评估”。该研究表明：如果该政策能小心谨慎的实行，且对征募新兵和现役士兵的留守只产生少量甚至无负面影响，军方对同性恋的禁令可以被适当的放宽。
1993年5月5日，同性恋研究领域的权威, 格雷高利·贺瑞克证实到：“研究表明，无任何证据可证明同性恋不适合参军，此外，也无证据表明异性恋者无法与在亲密的环境下工作和生活。异性恋者无法克服他们对同性恋者的偏见和歧视这一说法是有误的。”
在美国国会中，喬治亞州民主党议员山姆·那姆是反对同性恋参军的代表人物；以马萨诸塞州的民主党国会议员巴内·弗兰克为代表的改革派则是主张实施温和的改革，虽然他们最终还是投了反对票；巴里·戈德华特，前共和党參议员，一位已退休的少将，则是支持军中可以公开其同性恋取向，他認為軍人最重要懂得開槍而非其私生活。在大量有组织的反同性恋組織反對並受到黨內壓力下，时任总统克林顿难以兑现他竞选时的承诺，只得退而求其次，以折中妥协的办法通过了“不问，不说”这项法令。
现役军人合法权益保护组织（Servicemembers Legal Defense Network）于1993年成立，旨在消除军中对同性恋的歧视，保护其合法权益。

## 法庭对峙

### 玛格丽特·维特与美国空军部
2006年4月，美国空军少校玛格丽特·维特向美国华盛顿西部地区法院提起诉讼。美国空军自2004年7月起在维特没有向任何人透露自己同性恋取向的情况下开始调查维特的性取向，她在5个月后被劝退。而此时，距离她完成20年的兵役并获得全额空军退休金仅有不足一年的时间。维特认为“不问，不说”违反了实质性正当法律程序，平等保护条款和程序性正当法律程序，并寻求宣告救济和禁止令救济。该案件在地区法院被驳回后，维特又上诉至第九巡回上诉法庭。第九巡回上诉法庭支持了维特关于实质性正当法律程序和程序性正当法律程序的申诉并驳回了她关于“不问，不说”违反平等保护条款的申诉。第九巡回上诉法庭根据2003年最高法院审理的劳伦斯案认定“不问，不说”有待密切观察。只有在该问题关乎国家利益，即“不问，不说”显著地推动了国家利益，并且不存在其他任何对人侵扰较少的方法来获取这些利益时才能采用。而劝退维特并没有为美国带来更多利益。
在这之后，奥巴马政府并没有在2009年5月3日的期限之前向最高法院上诉。期限过去后，该案又重新发回地区法院审理。2010年9月24日，地区法官罗纳德·雷顿判决开除维特违反了宪法所规定的她应该享有的权利，并且空军应该恢复她的职位。

### 小木屋共和党人诉美利坚合众国
2010年，一桩由美国共和党同性恋组织小木屋共和党人在2004年提起的诉讼开始审理。原告方认为“不问，不说”的政策侵犯了同性恋者的言论自由和公开结社的权利，还违反了正当法律程序，因此是违背宪法的。政府则认为“不问，不说”对于保护国家的合法利益十分必要。
2010年9月9日，法官弗吉尼亚·菲利普斯对该案作出判决，认定禁止公开同性恋者服兵役的行为违反了美国《宪法修正案》的第一条和第五条，法官同时认为“不问，不说”的政策对军队产生了“直接且有害的影响”。2010年10月12日，她颁布了立即生效的禁止令，禁止国防部继续执行“不问，不说”政策并且要求军队中止一切基于此政策的开除，隔离等程序。随后，司法部提出暂时搁置该政策，第九巡回上诉法庭在10月20日批准搁置并将这条禁止令搁置至11月1日。

## 关于“不问，不说”的辩论

### 同性恋者对军队的影响
1999年12月底，前任海军陆战队司令小卡尔·埃普坦·芒迪将军表示支持“不问，不说”政策的继续执行。他引用了海军在1995年至1999年5年间被开除者的数据。数据显示，75%的被开除者是由于自愿承认自己同性恋者的身份。其中49%发生在服役的最初6个月内，这段时间内新兵最有可能重新衡量自己参军的决定是否正确。芒迪认为，“军人代表了社会的价值观。在同性恋者还没有被美国主流文化所接受的情况下，军人们更加没有理由去接受同性恋者。军队打赢战争，保护国家的使命要求军队必须有强大的凝聚力，无私奉献的精神和团队合作。同性恋这种不为多数美国人所接受的行为会削弱军人对军队统一性的信仰。这种统一对军队赢得战争是至关重要的。不能为了满足少部分特殊群体的私欲而将整个军队的一致性置于险境。”
2004年7月，美国心理学会提出，“不问，不说”政策“歧视特定性取向”，并且表示“实际证据并不能显示性取向与团队一致性，士气，招募士兵和留在部队中等军事有效性有任何联系。”同时，他们认为美国军队既然能在过去克服种族和性别歧视，那么也就可以接纳过去被排除在外的群体。

### 政策的代价
“不问，不说”政策为美国带来了沉重的经济负担。2005年2月，美国审计总署发布了“不问，不说”政策的估计成本。报告显示在1994年至2003年间，美国至少花费了9540万美元用于招募和9510万美元用于训练替代那些被开除者的士兵。另外，他们指出实际数字可能更高。
2006年2月，加利福尼亚大学蓝丝带委员会发表了对于前一年美国审计总署的对于“不问，不说”政策成本分析的评估。该委员会的报告认为美国审计总署没有考虑到被开除军人的离开对军队造成的损失。他们认为政策的总成本更接近于3亿6300万美元，包括被开除军人的旅费1430万美元，训练指挥官的开支1780美元，训练其他士兵用于替代被开除士兵的花销2亿5240万美元，和招募新兵的开支7930万美元。
“不问，不说”政策为美国军队带来了严重的人才流失问题。据《纽约时报》报道，自1993年该政策在国会通过以来，至少有11，000位军人被开除，其中不乏情报、医疗、反恐等关键领域的人才。伊拉克战争和阿富汗战争大大提高了美国军队对于阿拉伯语等语言方面的人才的需求。尽管如此，军队还是开除了59名精通阿拉伯语的同性恋军人和9名精通波斯语的同性恋军人。在军队承担着多种职能却面临人才短缺的今天，“不问，不说”政策的代价对美国来说实在是太高了。
对此，军事准备中心主席伊莲·唐纳利回应说所有的开除都是由军队未能在招募新兵时调查他们的性取向造成的。她说“我们可以将这种损失降至接近于零的水平如果国防部取消‘不问，不说’政策······我们没有必要训练那些不适合成为武装部队的一员的人。”

### 联名信运动
在2010年2月2日的国会听证会上，参议員约翰·麦凯恩收到了一封由“上千名退役将军”签名的信件。信上说“我们坚定不移地相信这条在国会通过用于在武装部队这一特殊环境下维护良好秩序，纪律和士气的法律应该获得持续的支持。”这场联名信运动是由军事准备中心主席伊莲·唐纳利组织的。长久以来，她一直是军队完全男性化和异性恋化的支持者。
然而，一个反对“不问，不说”政策的退伍军人组织“服役联盟”对这份报告的可信度提出了质疑。他们认为这些签名的军官并不知道他们参与了怎样一场运动，也无从得知那些人拒绝在联名信上签字。这些签名的军官的平均年龄是74岁，其中最年长的已经98岁。“服役联盟”提出“这些军官中只有一小部分人曾经在‘不问，不说’政策实行期间服役，更不用说在21世纪了。”

## 数据
多數数据统计表明，在“不问，不说”政策下，美國有更多的同性恋軍人因公開其性傾向而被逐出军队。
| 年份                                                                                           | 海岸防衛隊 | 海军陆战队 | 海军   | 陆军   | 空军   | 总人数 |
| ---------------------------------------------------------------------------------------------- | ---------- | ---------- | ------ | ------ | ------ | ------ |
| 1994                                                                                           | 0          | 36         | 258    | 136    | 187    | 617    |
| 1995                                                                                           | 15         | 69         | 269    | 184    | 235    | 772    |
| 1996                                                                                           | 12         | 60         | 315    | 199    | 284    | 870    |
| 1997                                                                                           | 10         | 78         | 413    | 197    | 309    | 1,007  |
| 1998                                                                                           | 14         | 77         | 345    | 312    | 415    | 1,163  |
| 1999                                                                                           | 12         | 97         | 314    | 271    | 352    | 1,046  |
| 2000                                                                                           | 19         | 114        | 358    | 573    | 177    | 1,241  |
| 2001                                                                                           | 14         | 115        | 314    | 638    | 217    | 1,273  |
| 2002                                                                                           | 29         | 109        | 218    | 429    | 121    | 906    |
| 2003                                                                                           | –          | –          | –      | –      | –      | 787    |
| 2004                                                                                           | 15         | 59         | 177    | 325    | 92     | 668    |
| 2005                                                                                           | 16         | 75         | 177    | 386    | 88     | 742    |
| 2006                                                                                           | –          | –          | –      | –      | –      | 623    |
| 2007                                                                                           | –          | –          | –      | –      | –      | 627    |
| 2008                                                                                           | –          | –          | –      | –      | –      | 619    |
| 2009                                                                                           | –          | –          | –      | –      | –      | 428    |
| 2010                                                                                           | 11         | –          | –      | –      | –      | 261    |
| 總計                                                                                           | ≥156       | ≥889       | ≥3,158 | ≥3,650 | ≥2,477 | 13,650 |
| 注: 非官方數據，只包括已公開身份的被除役的士兵，因部分士兵沒有公開性傾向，而部分數據亦不準確。 |            |            |        |        |        |        |

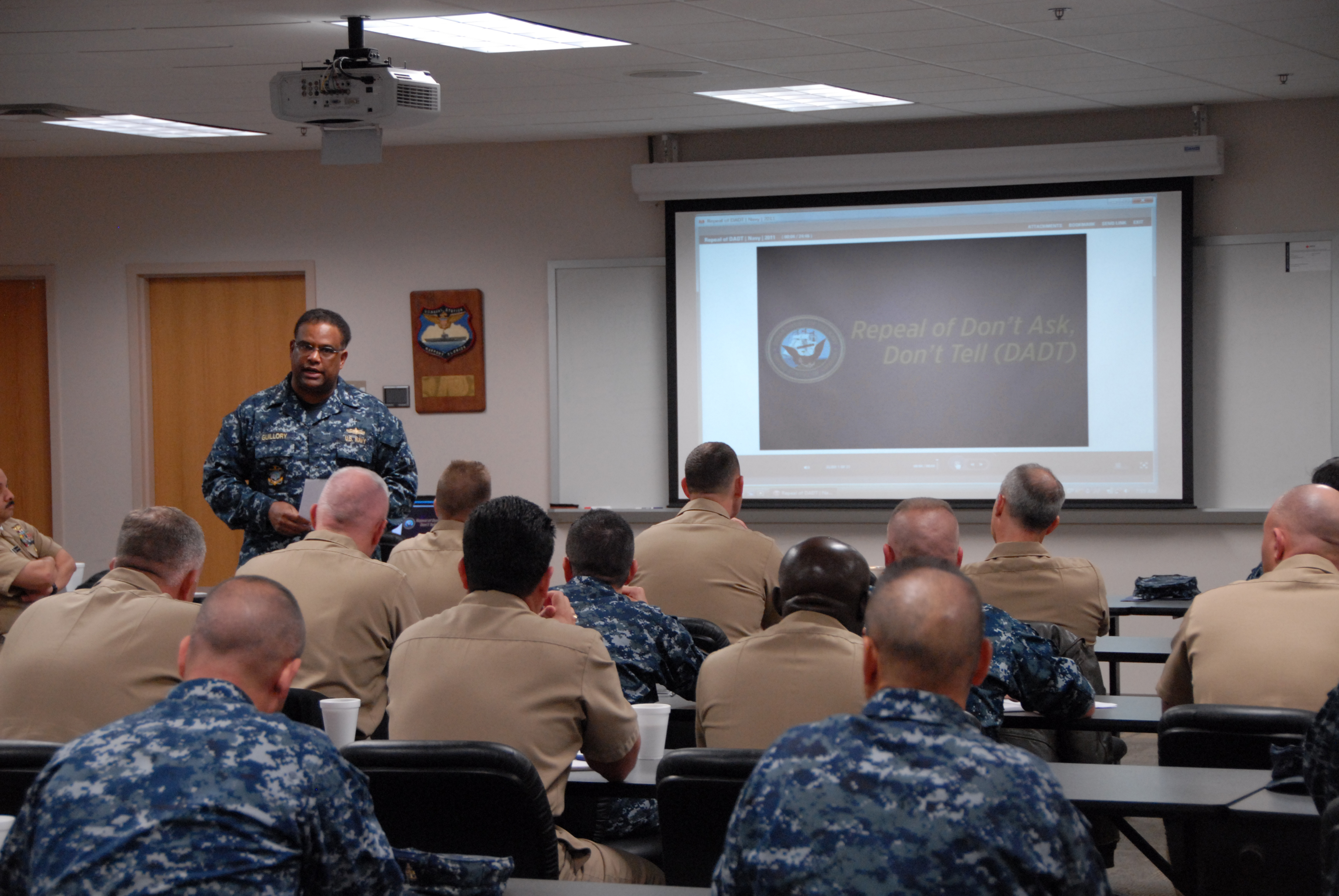
Rear Adm. Vic Guillory, commander of U.S. Naval Forces Southern Command and U.S. 4th Fleet leads DADT repeal training for Tier 2 command leadership at Naval Station Mayport, March 17, 2011
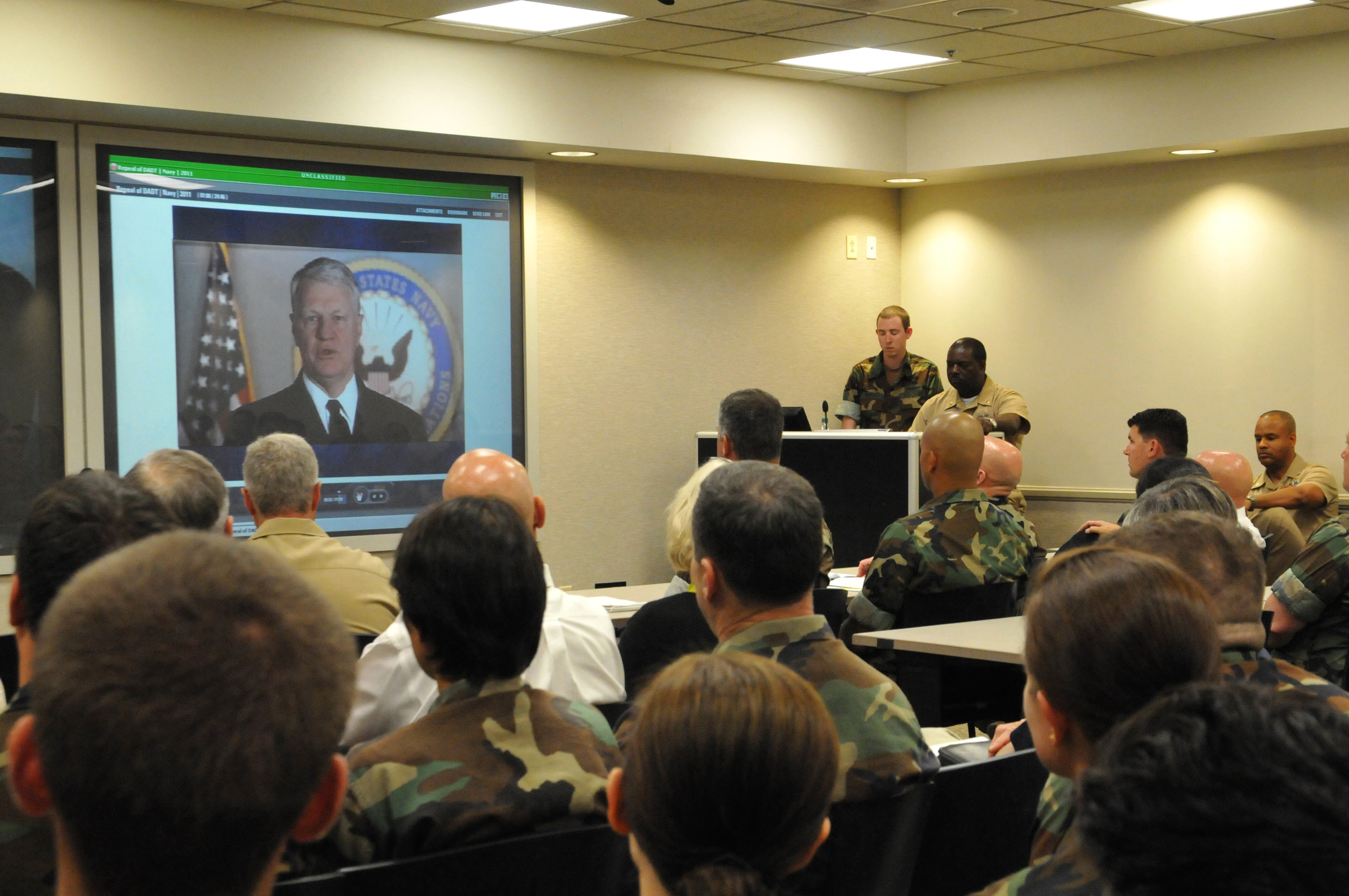
Naval Special Warfare Command personnel watching Chief of Naval Operations Adm. Gary Roughead during DADT repeal training, April 6, 2011
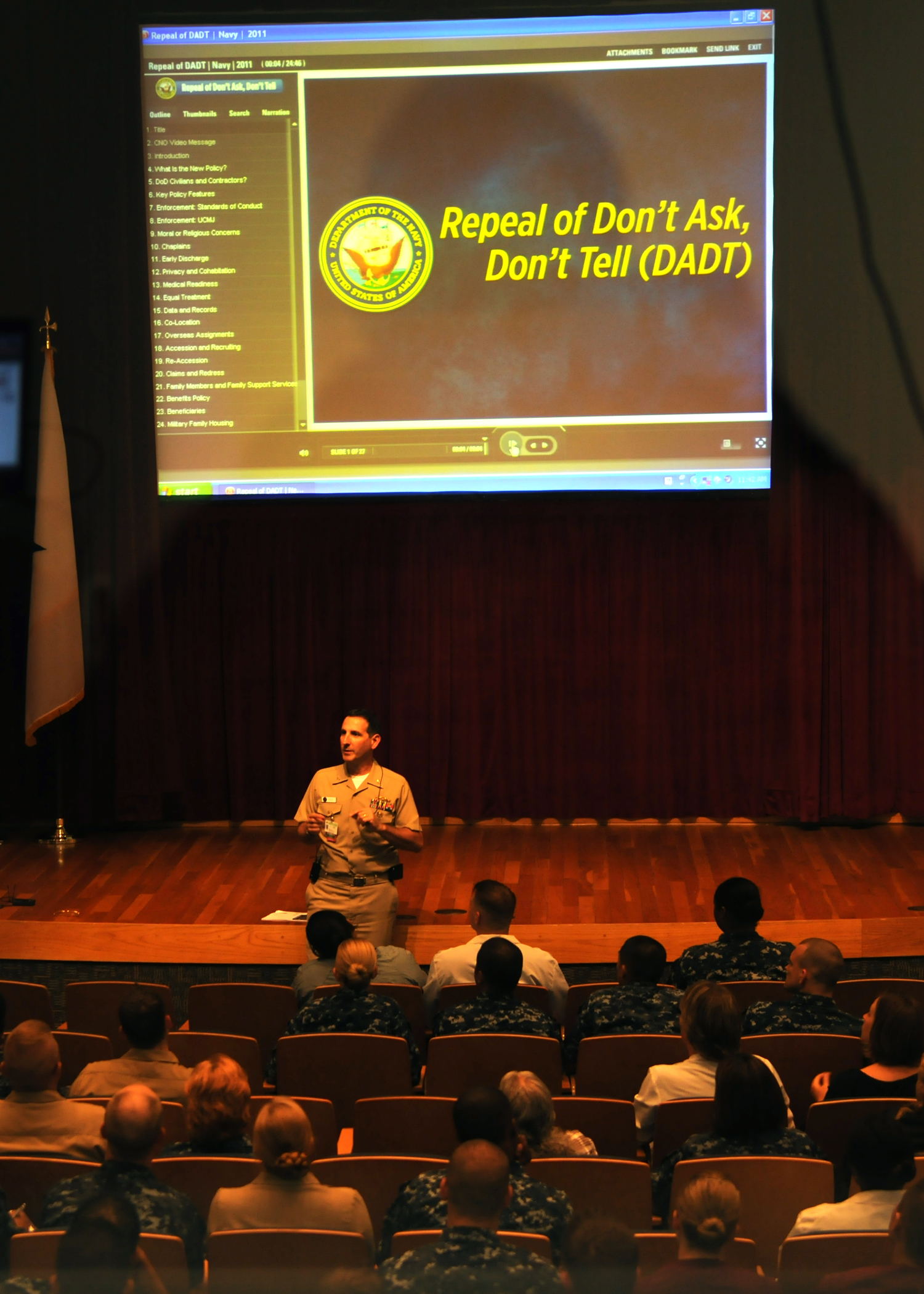
DADT Repeal training for enlisted, officer and civilian staff at Naval Medical Center San Diego, May 5, 2011

## 废除

### 开始
2005年3月，众议员马丁·蒂·密翰（Martin T. Meehan）提出关于提高军队战斗准备法案。这项法案修改了《美国法典》第十篇“武装力量”中的部分条令，旨在废除军队里实行的“不问，不说”的政策，保护军队中同性恋者的权益。这项法案在2006年得到了105位民主党和4位共和党眾議員的支持。他在2007年和2009年又重新提出了这项法案引起参议院的关注。

### 奥巴马政府
2008年大选，作为参议员的民主黨奥巴马支持全面废除军队中禁止同性恋服役的各项法律，但他當選後，表示废除禁令令的颁布可能会推延到2010年，因为废除令要先得到美国参谋长联席会议和被任命的政治官员的一致通过才能递交给国会。在当选总统之后，他加大力度支持公开同性恋服役，并声称政府每年因“不问，不说”这项政策要花费巨资驱逐同性恋士兵退役。2010年，奥巴马在国会大厦阐述他的立法议程，表明了他与国会和军队一同努力保障同性恋者能够在军队服役的决心。

### 废除争论
两院的民主党均支持“不问，不说”的废除禁令，并提出修改国防授权法案。2010年5月27日，美国众议院以234比194票表决结果，通过莫非修订案。2010年5月28日，参议院也通过该修订法案。同年9月，以约翰·麦凯恩为首的共和党阻挠议案表决通过。民主党以四票之差未能通过国防授权修订案。
2010年11月30日，国防部综合评估工作组针对“不问，不说”这项禁令在115000名现役军人和预备军中展开调查。调查结果显示30%的军人认为将同性恋纳入军队会产生消极的影响。在海军陆战队和特种部队，认为同性恋在军队会产生消极影响的占到40%—60%；69%的军人声称自己已经在和同性恋者共事，而他们中92%的人认为同性恋的存在并没给他们带来消极的影响。30位军队机构的专家学者认为该调查反映了公开同性恋并不会危害军队，呼吁关于废除禁令的辩论马上终止。
针对国防部综合评估组的调查，美国参议院在2010年12月2日和3日举行了为期两天的听证会。国防部长罗伯特·盖茨、联席会议参谋长迈克·穆伦声明要尽快推行废除禁令。 海军陆战队表示反对。

### 奥巴马签署废除禁令
2010年12月15日，美国参议院以65比31票表决结果，批准废除禁令。
奥巴马于2010年12月22日正式将此法令签署生效。

### 废除令的完善
废除禁令通过后，该法令的具体实施还要经过美国国防部的具体筹划，以及美国奥巴马总统、美国国防部长、联席会议参谋长在国会的听证，以保证此举不会影响美国的战斗准备、军队战斗力、集体凝聚力和募兵情况。
2011年1月，参议员杜肯·蒂·亨特提出了推迟废除禁令的法案，要求除美国奥巴马总统、美国国防部长、联席会议参谋长之外，所有军队首领都必须提交废除禁令可行鉴定才可以正式通过该法令。而在当月29日，国防部出台政策要求军队加快落实废除“不问，不说”的禁令，尽管国防部表明废除禁令可能在2011年无法全面实现。
在国防部出台的方针的指导下，美国海军承认同性恋婚姻的合法性，并允许同性恋在海军基地举行结婚仪式。海军牧师在不违背当地法律和不与自己的宗教信仰冲突的前提下，还可以为同性恋主持婚礼。然而，同性恋夫妇依旧无法获得联邦政府给予异性恋夫妇的婚姻优惠政策，例如税款、社会保障、医疗补助和住房补贴。在共和党的阻挠下，大部分官员预测该项废除令要到2011年夏天才能全面落实。
2011年7月22日，美国总统奥巴马、美国国防部长莱昂·帕内塔、联席会议参谋长迈克·穆伦共同签署了废除令可行鉴定，“不问，不说”这项法令在2011年9月20日正式被废除。国防部发言人声明凡曾因“不问，不说”法令被驱逐出军队的同性恋者都可以重新入伍。9月30日，国防部修改规章制度，不再将同性恋行为作为行政分离的基础。

## 废除之后

### 2012年总统竞选议题
2012年美國總統選舉，几位共和党总统候选人提出恢复“不问，不说”政策，包括米歇爾·巴赫曼、里克·佩里以及里克·桑托勒姆。
參選人之一、前眾議院議長紐特·金里奇提出对废除法案进行全面的审查。
屬於黨內右派自由意志主義的眾議員榮·保羅对废除法案投了赞成票，坚持支持军队招募公开的同性恋者服役。Herman Cain 认为这一议题分散了注意力，并反对恢复“不问，不说”政策。
屬於黨內溫和派的前麻省州長米特·羅姆尼在伊拉克戰爭和阿富汗戰爭的军事行动渐渐平息，这使他不再反对废除法案，也不想再对这一政策做任何改变。
2011年9月22日，在一场共和党候选人的電視辩论中，一位在伊拉克服役的美国士兵通过视频问了一个关于废除“不问，不说”政策的问题，观众席上发出了喝倒彩的声音。当时候选人都没有注意到这一情形，也没有做出回应。两天后，奥巴马在人权运动的一次晚宴上评论了这一事件：“你想成为军队的总司令吗？你可以从站出来为美国的军人们辩护开始，即使这在政治上不是很适宜的行为。”
2012年6月，众议院武装部队委员会的共和党主席、参议员Howard McKeon表示，“不问，不说”政策的废除早已尘埃落定，即使罗姆尼当选也不会恢复，虽然他党内的其他人可能会这么做。

### 政策评价

#### 公众意见
华盛顿邮报和美国广播公司（ABC）2010年12月的一项民意调查显示，77% 的美国人认为公开其性向的同性恋者有权在军队服役。这一数据与前两年的结果相比区别不大，但代表了近年邮报与ABC联合民调的最高支持率。这一结果越过了党派与意识形态的界限，绝大多数的人都投了赞成票，支持率在民主党中达86%，共和党74%，无党派人士74%，自由党92%，保守党67%，福音派新教徒70%，以及非宗教界人士84%。
皮尤研究中心在2010年11月的一项调查中发现，58%的美国人赞成公开的同性恋者服兵役，反对的人（27%）还不到支持者人数的一半。而CNN民意研究中心在2010年11月的调查显示，支持率达72%，反对者占23%。CNN的调查中心主任Keating Holland说，两次调查的差异在于不愿发表意见的人数——皮尤调查中占16%而在CNN的调查中只占5%。两次调查中表示反对的人实际是一样的，这表明有些人赞同这一政策调整但出于某些原因不愿对皮尤的调查人员承认。这在涉及到道德和平等的问题时经常会出现。
在昆尼皮亚克大学民调研究所2010年2月的全国民调中，57%的人对此表示赞同，36%的人反对，而且66%的人认为不让公开性向的同性恋者参军是一种歧视，而31%的人不认为这是歧视。同时期CBS新闻和纽约时报的全国民调中，58%的人支持，28%的人反对。

#### 牧师和宗教团体
牧师团体和宗教组织对“不问，不说”政策态度不一。有的认为应撤销这一政策以使军队更具包容性。南方浸信会则反对废除这一政策，并警告说一旦废除法案生效，将不再派遣军队牧师。他们认为允许公开的同性恋者服兵役会对牧师的工作产生不良影响，坦率地说，因为他们的宗教信仰，这些牧师认为同性恋是一种罪。罗马天主教会希望保留这一政策，但并不打算召回在军队服务的牧师。65位退休牧师签署了一封联名信，反对废除法案，声称废除法案使得坚信同性恋行为不道德的牧师无法在军队中履行牧师的职责。
在政策废除当天，美国空军中尉Josh Seefried公开了他的身份。他在之前的两年中以假名帮助创立了一个LGBT军人的社交机构OutServer。空军下士Randy Phillips向父亲坦诚了自己的性向，尽管这在他的同事间早已不是秘密。父子间谈话的影片上传到了YouTube后,引起了很大的反响，这使他成为废除“不问，不说”政策的代表性人物。海军上尉Gary Ross与相恋近12年的同性伴侣Dan Swezy成婚，成为美国军队中首对得到法律认可的同性伴侣。退役海军少将Alan S.Steinman是当天公开性向的军人中军衔最高的。HBO以《“不问，不说”政策的离奇历史》为题拍摄了一部纪录片，并在9月20号首映。Variety 杂志称之为“一部宣扬自由的力作”，“记录了对手的无知与偏见可以强大到什么地步”。政策的废除标志着因同性恋而开除军人的历史宣告终结。
接下来的一周中，政策废除所带来的一系列“第一”吸引了媒体的注意。Jeremy Johnson成为在“不问，不说”政策下被开除的军人中第一位重新入伍的后备军人。Jase Daniels 则是现役军人中的第一人，重新成为一名海军下士。12月2日，空军情报员Ginger Wallace 是第一位有同性伴侣参与其升职庆典的同性恋军人。12月23日，在出海80天后，海军中士Marissa Gaeta赢得了传统的回到港口后的“第一吻”， 并亲吻了她的同性伴侣。Gaeta所在军舰的指挥官说：“船员们对Gaeta抽签赢得第一吻持积极态度”。2012年1月20日, 在阿富汗巴格兰服役的军人们拍摄了一段影片，以支持It Gets Better项目，以帮助LGBT的边缘少年。甚至在政策废除的很长时间之后，媒体的关注热度依然不减。2012年2月22日，海军中士Brandon Morgan在夏威夷海军基地的回乡庆典上亲吻其同性伴侣的照片被广泛转载。一名海军发言人表示：“这是一幅经典的回乡照片。”
2011年9月30日， 次国防部长Clifford Stanley公布了国防部的新政策，军事牧师可以在军事设施之内或之外为同性伴侣主持婚礼，只要当地的法律允许。他在备忘录中指出，“如果与新人的信仰发生冲突，牧师不一定要出席或主持私人的结婚典礼”，同时“军事牧师的参与并不代表国防部的官方意见”。一些宗教团体宣称，他们的牧师不会出席这样的婚礼，包括一个纯正信仰的基督徒组织、牧师宗教自由联盟以及由美国军事服务总教区的大主教Timothy Broglio领导的天主教会。
2011年10月,国防部的废除实行计划的起草小组组长Gary Packard上校在空军军官学校的讲话中说：“我听到的最好的评论是，‘一些人的Facebook状态改了，但仅此而已。’”11月，海军陆战上将James F. Amos 在评论废除政策的实行时表示，“对目前的进展非常满意”，并没有造成很大的改变。他说他之前的公开反对是合适的，因为在国防部2010年11月的调查中，其管辖的部队中56%的人对该政策做出了负面评价。 一名国防部发言人表示，废除推行的过程十分平稳，“这归功于我们在废除之前全面的模拟训练程序，以及各级军官持续的密切关注以及对标准的强制执行。”
2011年12月, 国会在讨论《2012年国防授权法案》时考虑了两个关于“不问，不说”政策的修正案。参议院通过了移除《统一军法典》第125条中禁止鸡奸相关内容的修正案。众议院通过了关于禁止在军事基地举行同性婚礼的修正案，并禁止牧师以及其他军队雇员以军人的身份主持婚礼。但两项修正案都没能通过最终立法。
2012年7月， 国防部授权允许军事人员穿着制服参加圣地亚哥同性恋自豪大游行。这是美国历史上首次允许军事人员穿制服参加这样的游行。
在废除法案生效一周年之际，电视新闻网络在政策终止后的近三个月来并未报道什么不良事件。仅有一段关于同性恋军人在阿富汗某基地集会的视频，以及一则关于同性恋军人经历的报道，包括在对同事公开性向后遭到的一些反对。
棕榈中心，一家研究性与军事问题的智库，在2012年9月发布了一项研究，发现政策废除并未产生任何负面影响，军队的效率也没有受到影响。该研究在政策废除的6个月后开始，为期半年。研究调查的对象包括553名反对废除法案的海军陆战上将和海军上将，支持“不问，不说”政策的专家，以及60多名异性恋、同性恋和双性恋现役军人。
2013年1月7日，美国公民自由协会与联邦政府就柯林斯诉美国案达成协议。它将全额支付自2004年10月以来因“不问，不说”政策被开除的军方人员的遣散费，在这之前，这些人员只能拿到遣散费的一半。